# Paul Kaegbein
Paul Friedrich Wilhelm Kaegbein (* 26. Juni 1925 in Dorpat, Estland; † 8. März 2023 in Leverkusen) war ein deutscher Bibliothekar.

## Leben
Kaegbein studierte Geschichte, Germanistik und Historische Hilfswissenschaften. 1948 wurde er an der Humboldt-Universität zu Berlin zum Dr. phil. promoviert. Er war ab 1952 an der Universitätsbibliothek der Technischen Hochschule Berlin tätig und baute eines der modernsten Bibliothekssysteme auf. An der TH Berlin und der Freien Universität Berlin lehrte er Bibliothekswissenschaft und Dokumentation. 1974 war er Vorstand des Deutschen Bibliotheksverbandes.
1975 folgte er dem Ruf der Universität zu Köln auf den Lehrstuhl für Bibliothekswissenschaft. Er erweiterte und vernetzte das Fach als Informationswissenschaft.  Mit Elmar Mittler gründete er die Fachzeitschrift Bibliothek: Forschung und Praxis, deren erstes Heft 1977 erschien. Bis 1981 leitete er auch das Bibliothekar-Lehrinstitut des Landes Nordrhein-Westfalen. 1990 wurde er emeritiert. Zu seinem 65. Geburtstag ehrte ihn die Universität Köln mit einem Festakt und einer umfangreichen Festschrift. Das Goldene Doktorjubiläum beging er 1998 an der Humboldt-Universität in einer akademischen Feierstunde. Er ist Ehrenmitglied der International Association of University Libraries. Er redigiert die Baltische Bibliographie des Herder-Instituts (Marburg).

## Schriften (Auswahl)
- Deutsche Ratsbüchereien bis zur Reformation (= Zentralblatt für Bibliothekswesen, Beiheft 77). Harrassowitz, Leipzig 1950.
- (als Mithrsg.): Dissertationen in Wissenschaft und Bibliotheken (= Bibliothekspraxis, Bd. 23). Saur, München 1979, ISBN 978-3-598-21123-2.
- Zehn Jahre Lehrstuhl für Bibliothekswissenschaft in Köln. In: Zeitschrift für Bibliothekswesen und Bibliographie, Jg. 32 (1985), S. 113–134.
- (als Hrsg.): Bibliothekswissenschaft als spezielle Informationswissenschaft. Probleme und Perspektiven (= Arbeiten und Bibliographien zum Buch- und Bibliothekswesen, Bd. 4). Lang, Frankfurt/M. 1986, ISBN 3-8204-9617-3.
- (als Mithrsg.): Vier Jahrzehnte baltische Geschichtsforschung. Die Baltischen Historikertreffen in Göttingen 1947-1986 und der Baltischen Historischen Kommission. Baltische Historische Kommission, Göttingen 1987.
- (als Mithrsg.): Studies on research in reading and libraries. Approaches and results from several countries (= Beiträge zur Bibliothekstheorie und Bibliotheksgeschichte, Bd. 3). Saur, München 1991, ISBN 3-598-22171-1.
- (zus. mit Wilhelm Lenz): Fünfzig Jahre Baltische Geschichtsforschung 1947–1996. Die Baltische Historische Kommission und die Baltischen Historikertreffen in Göttingen: Veröffentlichungen, Vorträge, Mitglieder. Mare Baltikum, Köln 1997, ISBN 3-929081-25-3.